# Эйткен, Рой
Ро́берт Сайм Э́йткен, Айткен Рой (англ. Robert Sime Aitken; род. 24 ноября 1958, Эрвин, Норт-Эршир, Шотландия), более известный как Рой Э́йткен (англ. Roy Aitken) — шотландский футболист, тренер. Выступал на позиции центрального защитника.
Наибольшую известность получил, защищая цвета глазговского «Селтика» — за 15 сезонов в стане «бело-зелёных» Рой провёл 682 матча, забил 56 голов, с 1987 по 1990 год являлся капитаном «кельтов». После ухода из клуба Эйткен выступал за такие команды, как английский «Ньюкасл Юнайтед», шотландские «Сент-Миррен» и «Абердин», после чего «повесил бутсы на гвоздь».
С 1979 по 1991 год Рой защищал цвета национальной сборной Шотландии, провёл в её составе 57 матчей, забил один гол. Участник двух крупных международных форумов — чемпионатов мира 1986 и 1990 годов.
После окончания карьеры футболиста Эйткен стал тренером: с февраля 1995 по ноябрь 1997 года возглавлял свой последний «игровой» клуб — «Абердин», привёл «красных» к победе в Кубке шотландской лиги по итогам сезона 1995/96. Впоследствии Рой работал в качестве ассистента в различных командах — английских «Лидс Юнайтед», «Астон Вилле» и «Бирмингем Сити», национальной сборной Шотландии, «Аль-Ахли» из ОАЭ.
В 2018 году Эйткен был включён в Зал славы шотландского футбола.

## Ранние годы
Рой родился 24 ноября 1958 года в шотландском Эрвине области Норт-Эршир. Детство будущего футболиста прошло в городе Ардроссан. Там же он получил образование в начальной школе Святого Петра (англ. St Peter's Primary School). В этом учебном заведении Рой начал осваивать азы футбола. Образование Эйткен продолжил в Академии Святого Андрея (англ. St Andrews Academy) города Солткоутс. Будучи одним из лучших учеников по успеваемости, Рой здесь также преуспел в спорте — помимо давней страсти к футболу, он продемонстрировал серьёзные успехи в регби и беговых видах лёгкой атлетики.

## Карьера футболиста

### Клубная карьера
Достижения Эйткена не остались вне внимания скаутов различных профессиональных футбольных команд, но Рой ответил согласием лишь на предложение представителей своего любимого клуба — глазговского «Селтика».
Три года юный защитник играл за молодёжную команду «кельтов», после чего 5 июня 1975 года заключил с «бело-зелёными» профессиональный контракт. Дебют Роя в первом составе «Селтика» состоялся 24 сентября того же года, когда глазговцы в рамках Кубка шотландской лиги встречались со «Стенхаусмюиром». Следующего матча Эйткену пришлось ждать пять месяцев — 21 февраля 1976 года в турнире регулярного чемпионата «бело-зелёным» противостоял «Абердин». После этого Рой стал постоянным игроком стартового состава «Селтика», заменив растерявшего былую форму одного из основных центральных защитников клуба Родди Макдональда.
В марте 1976 года Эйткен был косвенно втянут в конфликт между «Селтиком» и властями Германской Демократической Республикой. Проблема состояла в том, что 17-летний Рой по законам ГДР не являлся совершеннолетним и, соответственно, по мнению немецкой стороны не мог выходить на поле в матче Кубка обладателей кубоков местного «Заксенринга» и глазговцами. «Кельтам», для которых Эйткен в то время был уже регулярным игроком основного состава, было очень важно его участие в поединке, поэтому они обратились в УЕФА для разрешения конфликта. Центральный орган по управлению европейским футболом после долгих консультаций дал «добро» на игру молодого защитника в матче.
Во время краткосрочного ухода с должности главного тренера «Селтика» Джока Стейна исполняющий обязанности наставника «кельтов» Шон Фаллон вывел Роя из стартового состава «бело-зелёных». Однако с возвращением Стейна к работе летом 1976 года всё встало на свои места — причём специалист нашёл таланту Эйткена новое применение, переведя того в центр полузащиты. Это дало свои плоды — обладающий хорошим видением поля и точным дальним пасом Рой в сезоне 1976/77 сделал много голевых передач на своих партнёров в атаке, коими в основном были Ронни Главин и Кенни Далглиш. «Кельты» провели успешный футбольный год, став чемпионами страны, обладателями национального Кубка и финалистами Кубка лиги. В том же сезоне состоялся памятный для Роя матч, когда он 19 марта 1976 года оформил «дубль» в дерби «Old Firm» против принципиальных противников «Селтика» из «Рейнджерс».
Следующий футбольный год стал неудачным для глазговцев — они не выиграли ни одного трофея, в основном «благодаря» эпидемии травм, которая обрушилась на команду. Учитывая универсальность Эйткена, Джок Стейн использовал Роя в самых различных ипостасях — молодой футболист поиграл на всех флангах защиты, исполнял роли либеро и центрального полузащитника. Также в нескольких матчах, несмотря на свой 19-летний возраст, юный игрок выводил «кельтов» на поле с капитанской повязкой.
Летом 1978 года тренерские бразды принял легендарный защитник «Селтика» Билли Макнилл. Он сразу же отрядил Эйткена в опорную зону полузащиты, и игра Роя на новой для себя позиции вновь порадовала болельщиков команды. Во многом благодаря умелым действиям уроженца Эрвина «кельты» в том футбольном году стали обладателями чемпионского титула. Судьба первенства страны решилась в финальном туре, когда на арене «Селтик Парк» «бело-зелёные» сошлись в очном противостоянии с отстававшим от них на одно очко «Рейнджерс». Рой забил первый гол в этом матче и, показав отличную игру, был признан лучшим игроком поединка. «Селтик» победил со счётом 4:2 и стал чемпионом Шотландии. В сезоне 1979/80 глазговцы выиграл лишь один трофей — Кубок страны. В финальном матче ими были «биты» соперники из клуба «Рейнджерс» — 1:0, причём связку центральных полузащитников «Селтика» Эйткен составлял с таким же молодым хавбеком Майком Конроем, и их игра в данном тандеме была признана специалистами «очень продуктивной».
Перед сезоном 1980/81 Макнилл решил перевести Роя на позицию свободного защитника, используя на его прежней позиции в центре поля Тома Макадама или Родди Макдональда. Игра Эйткена в роли либеро оставила самые восторженные комментарии экспертов — прекрасно справляясь со своими функциями, он буквально «цементировал» штрафную площадь «Селтика» и подходы к ней. 21 февраля 1981 года Рой в очередной раз в своей карьере поразил ворота «Рейнджерс» — сам матч закончился победой «кельтов» 3:1.
По итогам футбольного года 1981/82 «бело-зелёные» вновь стали чемпионами, и вновь Эйткен был на первых ролях в реализации этого успеха. Наряду с Дэнни Макгрейном и Томми Бернсом Рой был одним из самых опытных игроков того состава «Селтика», также он являлся вице-капитаном клуба. Именно тогда он получил от экспертов и болельщиков прозвище «Медведь» (англ. The Bear), а песня «Feed the Bear» (рус. Покормите Медведя), сочинённая фанатами глазговцев в честь Эйткена, стала очень популярной на трибунах «кельтов». В сентябре 1982 года Рой своим «дублем» поучаствовал в разгромной победе «Селтика» над «Мотеруэллом» — 7:0. Голы защитник забил в силовой манере, оба раза «продавив» центральных защитников «сталеваров». 4 декабря того же года Эйткен сыграл в финальном поединке Кубка лиги, в котором «кельты» переиграли своих извечных соперников, «Рейнджерс», со счётом 2:1.
В 1983 году Макнилл покинул «Селтик», отправившись в английский «Манчестер Сити». Тренерский мостик занял бывший футболист «кельтов» Дэвид Хей. В то время на арену шотландского футбола вышли клубы «New Firm» — «Абердин» и «Данди Юнайтед». Критика за упущение лидерских позиций посыпалась на «Селтик» со всех сторон. Эйткену, как одному из лидеров команды, доставалось не в пример больше остальных. 19 мая 1984 года Рой был удалён с поля во время решающего матча национального Кубка против «Абердина» — в итоге, «кельты» упустили трофей, проиграв 1:2.
17 апреля следующего года точный результативный удар Эйткена помог глазговцам в тяжелейшей встрече полуфинала Кубка Шотландии переиграть «Мотеруэлл» — 3:0. В финале «Селтик» победил «Данди Юнайтед» со счётом 2:1, причём игра Роя в полузащите «бело-зелёных» оценивалась специалистами в восторженных тонах. По итогам следующего сезона «кельты» вернули себе титул чемпионов страны. Развязка первенства была очень драматичной. Перед последним туром турнирную таблицу возглавлял эдинбургский «Харт оф Мидлотиан», опережавший «Селтик» на два очка. Финальные игры принесли следующие результаты — «кельты» в гостях разгромили «Сент-Миррен» со счётом 5:0, а «сердца» проиграли середнякам из команды «Данди» — 0:2. В итоге клубы сравнялись по очковому показателю, но за счёт лучшей разницы мячей обладателем титула стал коллектив из Глазго.
В мае 1987 года Дэвид Хей был уволен с поста главного тренера глазговцев, и на тренерский мостик вернулся Билли Макнилл. В том же году «Селтик» покинул капитан клуба Дэнни Макгрейн — игроки «кельтов» единогласно избрали Роя новым обладателем повязки лидера команды. Сезон 1987/88 «бело-зелёные» провели успешно, завоевав титулы чемпионов Шотландии и обладателей Кубка страны. 1988 год был столетним юбилеем «Селтика», соответственно, Эйткен вошёл в историю, как капитан глазговцев в такой знаменательный и успешный футбольный год. В следующем сезоне «кельты» вновь выиграли национальный Кубок, победив в финале «Рейнджерс». Однако, в среде болельщиков и прессы вновь появились недовольные нотки по отношению к игре и капитанству Эйткена в связи с неудачей во внутреннем первенстве, где «бело-зелёные» финишировали третьими, пропустив вперёд «джерс» и «Абердин». Осенью 1989 года на Роя обрушился вал критики за игру национальной сборной, где Эйткен также был обладателем повязки лидера команды, причём это произошло несмотря на то, что «тартановая армия», хоть и не без труда, но всё же пробилась на финальный турнир мирового чемпионата 1990 года. Всё это привело к тому, что защитник попросил руководство клуба выставить его на трансфер, и данная просьба была с пониманием удовлетворена.
В начале 1990 года Эйткен за 500 тысяч фунтов стерлингов был куплен английским «Ньюкасл Юнайтед». За «сорок» Рой выступал на протяжении полутора сезонов, после чего вернулся на родину, став футболистом «Сент-Миррена». Ещё через год Эйткен пополнил состав «Абердина», где через три сезона и закончил карьеру футболиста.

#### Клубная статистика
| Клуб                   | Сезон                  | Лига | Лига | Национальные кубки | Национальные кубки | Национальные кубки | Национальные кубки | Еврокубки | Еврокубки | Прочие | Прочие | Итого | Итого |
| Клуб                   | Сезон                  | Лига | Лига | Кубок страны       | Кубок страны       | Кубок Лиги         | Кубок Лиги         | Еврокубки | Еврокубки | Прочие | Прочие | Итого | Итого |
| Клуб                   | Сезон                  | Игры | Голы | Игры               | Голы               | Игры               | Голы               | Игры      | Голы      | Игры   | Голы   | Игры  | Голы  |
| ---------------------- | ---------------------- | ---- | ---- | ------------------ | ------------------ | ------------------ | ------------------ | --------- | --------- | ------ | ------ | ----- | ----- |
| Селтик                 | 1975/76                | 12   | 0    | —                  | —                  | 1                  | 0                  | 2         | 0         | —      | —      | 15    | 0     |
| Селтик                 | 1976/77                | 33   | 5    | 7                  | 1                  | 5                  | 0                  | 1         | 0         | —      | —      | 46    | 6     |
| Селтик                 | 1977/78                | 33   | 2    | 3                  | 0                  | 6                  | 1                  | 4         | 0         | —      | —      | 46    | 3     |
| Селтик                 | 1978/79                | 36   | 6    | 3                  | 0                  | 9                  | 1                  | —         | —         | 4      | 0      | 52    | 7     |
| Селтик                 | 1979/80                | 35   | 3    | 5                  | 0                  | 6                  | 0                  | 6         | 2         | 3      | 1      | 55    | 6     |
| Селтик                 | 1980/81                | 33   | 4    | 5                  | 0                  | 8                  | 0                  | 4         | 0         | 2      | 0      | 52    | 4     |
| Селтик                 | 1981/82                | 33   | 3    | 2                  | 0                  | 6                  | 0                  | 2         | 0         | 1      | 0      | 44    | 3     |
| Селтик                 | 1982/83                | 34   | 6    | 4                  | 0                  | 11                 | 1                  | 4         | 0         | —      | —      | 53    | 7     |
| Селтик                 | 1983/84                | 31   | 4    | 4                  | 0                  | 10                 | 0                  | 6         | 2         | 2      | 0      | 53    | 6     |
| Селтик                 | 1984/85                | 33   | 3    | 5                  | 1                  | 3                  | 0                  | 5         | 0         | —      | —      | 46    | 4     |
| Селтик                 | 1985/86                | 36   | 0    | 3                  | 1                  | 3                  | 2                  | 2         | 1         | 1      | 0      | 45    | 4     |
| Селтик                 | 1986/87                | 42   | 1    | 4                  | 0                  | 5                  | 1                  | 4         | 0         | —      | —      | 55    | 2     |
| Селтик                 | 1987/88                | 43   | 1    | 6                  | 0                  | 3                  | 0                  | 2         | 0         | —      | —      | 54    | 1     |
| Селтик                 | 1988/89                | 32   | 0    | 4                  | 1                  | 2                  | 0                  | 4         | 0         | —      | —      | 42    | 1     |
| Селтик                 | 1989/90                | 18   | 2    | —                  | —                  | 4                  | 0                  | 2         | 0         | —      | —      | 24    | 2     |
| Всего за «Селтик»      | Всего за «Селтик»      | 484  | 40   | 55                 | 4                  | 82                 | 6                  | 48        | 5         | 13     | 1      | 682   | 56    |
| Ньюкасл Юнайтед        | 1989/90                | 22   | 1    | 3                  | 0                  | —                  | —                  | —         | —         | 2      | 0      | 27    | 1     |
| Ньюкасл Юнайтед        | 1990/91                | 32   | 0    | 3                  | 0                  | 2                  | 0                  | —         | —         | —      | —      | 37    | 0     |
| Всего за «Ньюкасл»     | Всего за «Ньюкасл»     | 54   | 1    | 6                  | 0                  | 2                  | 0                  | 0         | 0         | 2      | 0      | 64    | 1     |
| Сент-Миррен            | 1991/92                | 34   | 1    | —                  | —                  | —                  | —                  | —         | —         | —      | —      | 34    | 1     |
| Всего за «Сент-Миррен» | Всего за «Сент-Миррен» | 34   | 1    | 0                  | 0                  | 0                  | 0                  | 0         | 0         | 0      | 0      | 34    | 1     |
| Абердин                | 1992/93                | 26   | 2    | 4                  | 0                  | 5                  | 0                  | —         | —         | —      | —      | 35    | 2     |
| Абердин                | 1993/94                | 1    | 0    | —                  | —                  | —                  | —                  | 1         | 0         | —      | —      | 2     | 0     |
| Абердин                | 1994/95                | 2    | 0    | —                  | —                  | —                  | —                  | —         | —         | —      | —      | 2     | 0     |
| Всего за «Абердин»     | Всего за «Абердин»     | 29   | 2    | 4                  | 0                  | 5                  | 0                  | 1         | 0         | 0      | 0      | 39    | 2     |
| Всего за карьеру       | Всего за карьеру       | 601  | 44   | 65                 | 4                  | 89                 | 6                  | 49        | 5         | 15     | 1      | 819   | 60    |

### Сборная Шотландии
С 1976 по 1984 год Рой защищал цвета молодёжной сборной Шотландии, провёл в её составе 16 игр, забил два мяча.
Дебют Эйткена за первую национальную команду, состоялся 12 сентября 1979 года, когда он вышел на замену вместо Дейви Купера в товарищеском поединке против Перу. 26 марта 1986 года Рой забил свой первый, и, как впоследствии оказалось, единственный, гол за шотландцев, отличившись в матче с Румынией. В том же году Эйткен в составе «тартановой армии» отправился на чемпионат мира, проходивший в Мексике. По ходу первенства Рой сыграл во всех трёх матчах шотландцев на турнире — с Данией, ФРГ и Уругваем. Чемпионат Шотландия провалила, заняв последнее место в своей группе Е. Через четыре года 31-летний Эйткен уже в статусе капитана национальной команды вновь в составе сборной участвовал в мировом первенстве. «Тартановая армия» снова не блеснула — проиграв по разу Коста-Рике и Бразилии и выиграв у Швеции, «горцы» вновь не смогли пробиться в стадию плей-офф. Эйткен принял участие во всех этих матчах. В следующем году Рой завершил выступления за национальную команду.
Всего за двенадцать лет выступлений за «тартановую армию» Эйткен провёл 57 поединков и забил один гол.

#### Матчи и голы за сборную Шотландии
| №  | Дата             | Место                                        | Оппонент          | Счёт | Голы Эйткена | Соревнование                                                    |
| 1  | 12 сентября 1979 | «Хэмпден Парк», Глазго, Шотландия            | Перу              | 1:1  | —            | Товарищеский матч                                               |
| 2  | 19 декабря 1979  | «Хэмпден Парк», Глазго, Шотландия            | Бельгия           | 1:3  | —            | Отборочный матч чемпионата Европы по футболу 1980               |
| 3  | 21 мая 1980      | «Хэмпден Парк», Глазго, Шотландия            | Уэльс             | 1:0  | —            | Домашний чемпионат Великобритании                               |
| 4  | 24 мая 1980      | «Хэмпден Парк», Глазго, Шотландия            | Англия            | 0:2  | —            | Домашний чемпионат Великобритании                               |
| 5  | 28 мая 1980      | «Варта», Познань, Польша                     | Польша            | 0:1  | —            | Товарищеский матч                                               |
| 6  | 15 декабря 1982  | «Эйзель», Брюссель, Бельгия                  | Бельгия           | 2:3  | —            | Отборочный матч чемпионата Европы по футболу 1984               |
| 7  | 16 июня 1983     | «Стадион Содружества», Эдмонтон, Канада      | Канада            | 3:0  | —            | Товарищеский матч                                               |
| 8  | 20 июня 1983     | «Варсити», Торонто, Канада                   | Канада            | 2:0  | —            | Товарищеский матч                                               |
| 9  | 12 октября 1983  | «Хэмпден Парк», Глазго, Шотландия            | Бельгия           | 1:1  | —            | Отборочный матч чемпионата Европы по футболу 1984               |
| 10 | 13 декабря 1983  | «Уиндзор Парк», Белфаст, Северная Ирландия   | Северная Ирландия | 0:2  | —            | Домашний чемпионат Великобритании                               |
| 11 | 28 февраля 1984  | «Хэмпден Парк», Глазго, Шотландия            | Уэльс             | 2:1  | —            | Домашний чемпионат Великобритании                               |
| 12 | 25 мая 1985      | «Хэмпден Парк», Глазго, Шотландия            | Англия            | 1:0  | —            | Rous Cup                                                        |
| 13 | 28 мая 1985      | «Лаугардалсвёллур», Рейкьявик, Исландия      | Исландия          | 1:0  | —            | Отборочный матч чемпионата мира по футболу 1986                 |
| 14 | 10 сентября 1985 | «Ниниан Парк», Кардифф, Уэльс                | Уэльс             | 1:1  | —            | Отборочный матч чемпионата мира по футболу 1986                 |
| 15 | 16 октября 1985  | «Хэмпден Парк», Глазго, Шотландия            | ГДР               | 0:0  | —            | Товарищеский матч                                               |
| 16 | 20 ноября 1985   | «Хэмпден Парк», Глазго, Шотландия            | Австралия         | 2:0  | —            | Отборочный матч чемпионата мира по футболу 1986 (стыковые игры) |
| 17 | 4 декабря 1985   | Олимпийский стадион, Мельбурн, Австралия     | Австралия         | 0:0  | —            | Отборочный матч чемпионата мира по футболу 1986 (стыковые игры) |
| 18 | 28 января 1986   | «Рамат-Ган», Рамат-Ган, Израиль              | Израиль           | 1:0  | —            | Товарищеский матч                                               |
| 19 | 26 марта 1986    | «Хэмпден Парк», Глазго, Шотландия            | Румыния           | 3:0  | 1            | Товарищеский матч                                               |
| 20 | 23 апреля 1986   | «Уэмбли», Лондон, Англия                     | Англия            | 1:2  | —            | Rous Cup                                                        |
| 21 | 4 июня 1986      | «Неса», Несауалькойотль, Мексика             | Дания             | 0:1  | —            | Чемпионат мира по футболу 1986 (финальные игры, групповой этап) |
| 22 | 8 июня 1986      | «Коррегидора», Сантьяго-де-Керетаро, Мексика | ФРГ               | 1:2  | —            | Чемпионат мира по футболу 1986 (финальные игры, групповой этап) |
| 23 | 13 июня 1986     | «Неса», Несауалькойотль, Мексика             | Уругвай           | 0:0  | —            | Чемпионат мира по футболу 1986 (финальные игры, групповой этап) |
| 24 | 10 сентября 1986 | «Хэмпден Парк», Глазго, Шотландия            | Болгария          | 0:0  | —            | Отборочный матч чемпионата Европы по футболу 1988               |
| 25 | 15 октября 1986  | «Лэнсдаун Роуд», Дублин, Ирландия            | Ирландия          | 0:0  | —            | Отборочный матч чемпионата Европы по футболу 1988               |
| 26 | 12 ноября 1986   | «Хэмпден Парк», Глазго, Шотландия            | Люксембург        | 3:0  | —            | Отборочный матч чемпионата Европы по футболу 1988               |
| 27 | 18 февраля 1987  | «Хэмпден Парк», Глазго, Шотландия            | Ирландия          | 0:1  | —            | Отборочный матч чемпионата Европы по футболу 1988               |
| 28 | 1 апреля 1987    | «Ван ден Шток», Брюссель, Бельгия            | Бельгия           | 1:4  | —            | Отборочный матч чемпионата Европы по футболу 1988               |
| 29 | 23 мая 1987      | «Хэмпден Парк», Глазго, Шотландия            | Англия            | 0:0  | —            | Rous Cup                                                        |
| 30 | 26 мая 1987      | «Хэмпден Парк», Глазго, Шотландия            | Бразилия          | 0:2  | —            | Rous Cup                                                        |
| 31 | 9 сентября 1987  | «Хэмпден Парк», Глазго, Шотландия            | Венгрия           | 2:0  | —            | Товарищеский матч                                               |
| 32 | 14 октября 1987  | «Хэмпден Парк», Глазго, Шотландия            | Бельгия           | 2:0  | —            | Отборочный матч чемпионата Европы по футболу 1988               |
| 33 | 11 ноября 1987   | «Васил Левски», София, Болгария              | Болгария          | 1:0  | —            | Отборочный матч чемпионата Европы по футболу 1988               |
| 34 | 2 декабря 1987   | «Де Ла Фронтьер», Эш, Люксембург             | Люксембург        | 0:0  | —            | Отборочный матч чемпионата Европы по футболу 1988               |
| 35 | 17 февраля 1988  | «Малаз», Эр-Рияд, Саудовская Аравия          | Саудовская Аравия | 2:2  | —            | Товарищеский матч                                               |
| 36 | 22 марта 1988    | Национальный стадион, Та'Кали, Мальта        | Мальта            | 1:1  | —            | Товарищеский матч                                               |
| 37 | 27 апреля 1988   | «Сантьяго Бернабеу», Мадрид, Испания         | Испания           | 0:0  | —            | Товарищеский матч                                               |
| 38 | 17 мая 1988      | «Хэмпден Парк», Глазго, Шотландия            | Колумбия          | 0:0  | —            | Rous Cup                                                        |
| 39 | 21 мая 1988      | «Уэмбли», Лондон, Англия                     | Англия            | 0:1  | —            | Rous Cup                                                        |
| 40 | 14 сентября 1988 | «Уллевол», Осло, Норвегия                    | Норвегия          | 2:1  | —            | Отборочный матч чемпионата мира по футболу 1990                 |
| 41 | 19 октября 1988  | «Хэмпден Парк», Глазго, Шотландия            | Югославия         | 1:1  | —            | Отборочный матч чемпионата мира по футболу 1990                 |
| 42 | 22 декабря 1988  | «Ренато Кури», Перуджа, Италия               | Италия            | 0:2  | —            | Товарищеский матч                                               |
| 43 | 8 февраля 1989   | «Цирион Атлетик Центр», Лимасол, Кипр        | Кипр              | 3:2  | —            | Отборочный матч чемпионата мира по футболу 1990                 |
| 44 | 8 марта 1989     | «Хэмпден Парк», Глазго, Шотландия            | Франция           | 2:0  | —            | Отборочный матч чемпионата мира по футболу 1990                 |
| 45 | 26 апреля 1989   | «Хэмпден Парк», Глазго, Шотландия            | Кипр              | 2:1  | —            | Отборочный матч чемпионата мира по футболу 1990                 |
| 46 | 27 мая 1989      | «Хэмпден Парк», Глазго, Шотландия            | Англия            | 0:2  | —            | Rous Cup                                                        |
| 47 | 30 мая 1989      | «Хэмпден Парк», Глазго, Шотландия            | Чили              | 2:0  | —            | Rous Cup                                                        |
| 48 | 6 сентября 1989  | «Максимир», Загреб, Югославия                | Югославия         | 1:3  | —            | Отборочный матч чемпионата мира по футболу 1990                 |
| 49 | 11 октября 1989  | «Парк де Пренс», Париж, Франция              | Франция           | 0:3  | —            | Отборочный матч чемпионата мира по футболу 1990                 |
| 50 | 15 ноября 1989   | «Хэмпден Парк», Глазго, Шотландия            | Норвегия          | 1:1  | —            | Отборочный матч чемпионата мира по футболу 1990                 |
| 51 | 28 марта 1990    | «Хэмпден Парк», Глазго, Шотландия            | Аргентина         | 1:0  | —            | Товарищеский матч                                               |
| 52 | 19 мая 1990      | «Хэмпден Парк», Глазго, Шотландия            | Польша            | 1:1  | —            | Товарищеский матч                                               |
| 53 | 28 мая 1990      | Национальный стадион, Та'Кали, Мальта        | Мальта            | 2:1  | —            | Товарищеский матч                                               |
| 54 | 11 июня 1990     | «Луиджи Феррарис», Генуя, Италия             | Коста-Рика        | 0:1  | —            | Чемпионат мира по футболу 1990 (финальные игры, групповой этап) |
| 55 | 16 июня 1990     | «Луиджи Феррарис», Генуя, Италия             | Швеция            | 2:1  | —            | Чемпионат мира по футболу 1990 (финальные игры, групповой этап) |
| 56 | 20 июня 1990     | «Делле Альпи», Турин, Италия                 | Бразилия          | 0:1  | —            | Чемпионат мира по футболу 1990 (финальные игры, групповой этап) |
| 57 | 16 октября 1991  | «Стяуа», Бухарест, Румыния                   | Румыния           | 0:1  | —            | Отборочный матч чемпионата Европы по футболу 1992               |

Итого: 57 матчей / 1 гол; 21 победа, 17 ничьих, 19 поражений.

#### Сводная статистика игр/голов за сборную
| Сборная          | Год              | Отборочные матчи ЧМ | Отборочные матчи ЧМ | Финальные матчи ЧМ | Финальные матчи ЧМ | Отборочные матчи ЧЕ | Отборочные матчи ЧЕ | Финальные матчи ЧЕ | Финальные матчи ЧЕ | Товарищеские матчи | Товарищеские матчи | Домашний чемпионат Великобритании | Домашний чемпионат Великобритании | Rous Cup | Rous Cup | Итого | Итого |
| Сборная          | Год              | Игры                | Голы                | Игры               | Голы               | Игры                | Голы                | Игры               | Голы               | Игры               | Голы               | Игры                              | Голы                              | Игры     | Голы     | Игры  | Голы  |
| ---------------- | ---------------- | ------------------- | ------------------- | ------------------ | ------------------ | ------------------- | ------------------- | ------------------ | ------------------ | ------------------ | ------------------ | --------------------------------- | --------------------------------- | -------- | -------- | ----- | ----- |
| Шотландия        | 1979             | —                   | —                   | —                  | —                  | 1                   | 0                   | —                  | —                  | 1                  | 0                  | —                                 | —                                 | —        | —        | 2     | 0     |
| Шотландия        | 1980             | —                   | —                   | —                  | —                  | —                   | —                   | —                  | —                  | 1                  | 0                  | 2                                 | 0                                 | —        | —        | 3     | 0     |
| Шотландия        | 1982             | —                   | —                   | —                  | —                  | 1                   | 0                   | —                  | —                  | —                  | —                  | —                                 | —                                 | —        | —        | 1     | 0     |
| Шотландия        | 1983             | —                   | —                   | —                  | —                  | 1                   | 0                   | —                  | —                  | 2                  | 0                  | 1                                 | 0                                 | —        | —        | 4     | 0     |
| Шотландия        | 1984             | —                   | —                   | —                  | —                  | —                   | —                   | —                  | —                  | —                  | —                  | 1                                 | 0                                 | —        | —        | 1     | 0     |
| Шотландия        | 1985             | 4                   | 0                   | —                  | —                  | —                   | —                   | —                  | —                  | 1                  | 0                  | —                                 | —                                 | 1        | 0        | 6     | 0     |
| Шотландия        | 1986             | —                   | —                   | 3                  | 0                  | 3                   | 0                   | —                  | —                  | 2                  | 1                  | —                                 | —                                 | 1        | 0        | 9     | 1     |
| Шотландия        | 1987             | —                   | —                   | —                  | —                  | 5                   | 0                   | —                  | —                  | 1                  | 0                  | —                                 | —                                 | 2        | 0        | 8     | 0     |
| Шотландия        | 1988             | 2                   | 0                   | —                  | —                  | —                   | —                   | —                  | —                  | 4                  | 0                  | —                                 | —                                 | 2        | 0        | 8     | 0     |
| Шотландия        | 1989             | 6                   | 0                   | —                  | —                  | —                   | —                   | —                  | —                  | —                  | —                  | —                                 | —                                 | 2        | 0        | 8     | 0     |
| Шотландия        | 1990             | —                   | —                   | 3                  | 0                  | —                   | —                   | —                  | —                  | 3                  | 0                  | —                                 | —                                 | —        | —        | 6     | 0     |
| Шотландия        | 1991             | —                   | —                   | —                  | —                  | 1                   | 0                   | —                  | —                  | —                  | —                  | —                                 | —                                 | —        | —        | 1     | 0     |
| Всего за карьеру | Всего за карьеру | 12                  | 0                   | 6                  | 0                  | 12                  | 0                   | 0                  | 0                  | 15                 | 1                  | 4                                 | 0                                 | 8        | 0        | 57    | 1     |

### Достижения в качестве футболиста
«Селтик»
- Чемпион Шотландии (6): 1976/77, 1978/79, 1980/81, 1981/82, 1985/86, 1987/88
- Обладатель Кубка Шотландии (5): 1976/77, 1979/80, 1984/85, 1987/88, 1988/89
- Обладатель Кубка шотландской лиги: 1982/83
- Финалист Кубка Шотландии: 1983/84
- Финалист Кубка шотландской лиги (5): 1975/76, 1976/77, 1977/78, 1983/84, 1986/87

 «Абердин»
- Финалист Кубка Шотландии: 1992/93
- Финалист Кубка шотландской лиги: 1992/93

### Игровые характеристики
На поле Эйткена отличали жёсткость к соперникам, воля к борьбе. Некоторые журналисты находили его действия неуклюжими, но в то же время отличали их результативность, мощь и силу Роя. За эти качества Эйткен получил прозвище «Медведь» (англ. The Bear).

## Тренерская карьера
После окончания карьеры футболиста Эйткен решил попробовать себя в тренерском ремесле. В 1995 году он возглавил свой последний «игровой» клуб — «Абердин». За два с половиной года у руля «красных» Рой выиграл один трофей — по итогам сезона 1995/96 его подопечные стали обладателями Кубка шотландской лиги. В ноябре 1997 года Эйткен покинул «Абердин».
Затем Рой получил лицензию «UEFA Pro Licence» в учебном центре Шотландской футбольной ассоциации, расположенном в городе Ларгс. Следующим местом работы для Эйткена стал английский клуб «Лидс Юнайтед», где он занял должность ассистента главного тренера. Надолго в стане «павлинов» Рой не задержался, в том же, 2003 году, перебравшись в «Астон Виллу». У «вилланов» специалист занял аналогичную позицию, помогаю главному тренеру Дэвиду О’Лири. 20 июля 2006 года после того, как с поста наставника бирмингемцев О’Лири был уволен, Эйткен был утверждён в качестве исполняющего обязанности менеджера «Виллы». Под руководством Роя бирмингемцы одержали три победы в период межсезонья, после чего шотландец уступил место наставника Мартину О’Нилу.
В январе 2007 года Эйткен был назначен помощником Алекса Маклиша — нового главного тренера национальной сборной Шотландии. 28 ноября того же года Рой проследовал за именитым специалистом в «Бирмингем Сити», где также был назначен ассистентом менеджера. Тот же путь с ним проделал Энди Уотсон, также помогавший Маклишу в «тартановой армии».
В июле 2010 года Эйткен покинул «Бирмингем», чтобы воссоединиться с Дэвидом О’Лири, который возглавил клуб «Аль-Ахли» из ОАЭ. После того, как ирландец покинул пост наставника «красных рыцарей», Рой принял предложение руководства стать спортивным директором дубайского коллектива.

### Тренерская статистика
| Клуб    | Страна    | Начало работы  | Завершение работы | Показатели | Показатели | Показатели | Показатели | Показатели |
| Клуб    | Страна    | Начало работы  | Завершение работы | М          | В          | Н          | П          | % побед    |
| ------- | --------- | -------------- | ----------------- | ---------- | ---------- | ---------- | ---------- | ---------- |
| Абердин | Шотландия | 6 февраля 1995 | 21 ноября 1997    | 124        | 50         | 31         | 43         | 40,32      |
| Итого   | Итого     | Итого          | Итого             | 124        | 50         | 31         | 43         | 40,32      |

### Достижения в качестве тренера
«Абердин»
- Обладатель Кубка шотландской лиги: 1995/96